# Derrick Rose
Derrick Martell Rose (Chicago, 1988. október 4. –) profi amerikai kosárlabda játékos. Rose egy év egyetemi kosárlabda után (Memphisi Egyetem) a legelső helyen kelt el a 2008-as NBA-drafton. Ő lett az első irányító 1996 óta (Allen Iverson), akit a játékosbörze első helyén választottak ki. Rose meg is nyerte az év újonca címet. Rose 2011-ben elhódította az NBA MVP címet, amit a liga legértékesebb játékosa kap minden évben. 22 éves és 6 hónapos volt, amikor megkapta ezt az elismerést, ezzel ő lett a valaha volt legfiatalabb MVP-győztes.
Rose a 2010–2011-es szezon óta folyamatosan sérülésekkel bajlódik. A 2012-es rájátszás első meccsén a Philadelphia 76ers ellen a bal térdében elülső keresztszalag-szakadást szenvedett. Meg kellett műteni, ezért az egész 2012–2013-as szezont kihagyta. A 2013–2014-es szezonban visszatért, viszont november 22-én a Portland elleni alapszakasz meccsen megsérült a jobb meniszkusza, ezért ezt a szezont ki kellett hagynia. A következő szezonban pályára léphetett, de különböző sérülések miatt 30 meccsen nem tudott játszani.

## Gyermekkora
Derrick Martell Rose Chicagóban született, Englewoodban, ami Dél-Chicago legveszélyesebb része. Anyja Brenda Rose. Apja neve ismeretlen. Három bátyja van, gyermekkorában sokat kosarazott velük a közeli parkokban.

## Egyetemi évek
A Simeon Középiskolába járt, majd lehetősége nyílt a továbbtanulásra. Leginkább a Memphis Tigers edzője, John Calipari akarta szerződtetni, de az Indianai és az Illinois-i Egyetem is nagyon szerette volna magához csábítani. Végül Derrick Memphis mellett döntött, amit az egyetem történelme, és a játékosok NBA-be való eljuttatása miatt választott. A gimnáziumban 25-ös volt a mezszáma, de ezt meg kellett változtatnia amikor az egyetemre ment, hiszen Penny Hardaway is erre az egyetemre járt, akinek a mezszámát visszavonultatták. Így végül 23-as lett a száma.
A 2007–2008-as szezon elején a Memphist a szakértők az ország harmadik legjobb egyetemi csapataként tartották számon. Azonban a 26-0-s szezonkezdés után, 25 év után először, újra élre álltak az erőrangsorban. A szezont 33-1-es mérleggel zárták, a Final Fourban először a UCLA csapata ellen játszottak, melynek irányítója Russell Westbrook volt. Ezt a párharcot 85-67-re nyerte a Memphis, Derrick 25 ponttal és 9 lepattanóval végzett. A döntőben a Kansas csapata várta őket. Derrick 17 ponttal 6 lepattanóval és 7 gólpasszal zárt, de ez nem volt elég a győzelemhez. A Kansas győzött 75-68-ra.
Ezután április 15-én Rose bejelentette, hogy részt vesz a 2008-as NBA-drafton.

## Pályafutása

### Chicago Bulls (2008–2016)

#### 2008–2009: az év újonca
Rose-t a Chicago Bulls választotta ki, a draft első helyén. Ő lett az első Bulls újonc Michael Jordan óta, aki az első 10 meccsén mind több, mint 10 pontot szerzett. Elnyerte a hónap újonca címet novemberben, decemberben és márciusban. Az All Star hétvégén megnyerte a Skill Challange-et, megelőzve több többszörös All Star-játékost. Ezzel Rose lett az első újonc, aki megnyerte a díjat. Végül a szezon végén a csapat a 7. helyen végzett a keleti főcsoportban. Rose-t választották az év újoncának, ezzel ő lett a harmadik Bulls-játékos, aki elhódította ezt a díjat. Michael Jordan 1985-ben, míg Elton Brand 2000-ben kapta meg az elismerést. LeBron James óta ő volt az első első választott, aki megnyerte az év újonca díjat. 16,5 pontot, 6,3 gólpasszt és 4,9 lepattanót átlagolt mérkőzésenként, 47,5%-os hatékonysággal.
A rájátszásban a címvédő Boston Celtics ellen mutatkozott be, ezen a meccsen 36 pontot, 11 gólpasszt és 4 lepattanót jegyzett. A Bulls hosszabbítás után 105–103-ra nyert. Rose a 36 pontjával beállította Kareem Abdul-Jabbar rekordját, ugyanis még egy újonc sem szerzett ennyi pontot rájátszás-debütálásán. Ő lett a második játékos az NBA történelmében Chis Paul után, aki az első rájátszás-mérkőzésén legalább 35 pontot és 10 gólpasszt szerzett. A Boston 4–3-ra megverte a Chicagót. Első rájátszásában Rose 19,7 pontot, 6,3 gólpasszt és 4,9 lepattanót átlagolt 47,5%-os mezőnygól-hatékonysággal.

#### 2009–2010: első All Star-szezon
Az előszezon első meccsén bokasérülést szenvedett, ezért kénytelen volt kihagyni minden további az meccset az előszezonban. Az alapszakasz szezonnyitó meccsen a San Antonio Spurs ellen már tudott játszani, de csak korlátozott játékidővel. Egész novemberben hátráltatta a sérülése, de ahogy egyre egészségesebb lett, úgy fejlődött a játéka. 2010. január 28-án kiválasztották első All Star-gálájára, amit nyolc ponttal, négy gólpasszal és három labdaszerzéssel fejezett be. Ő lett az első Bulls játékos, akit beválasztottak erre az eseményre Michael Jordan óta. 2010. április 13-án a Boston Celtics ellen 39 ponttal végzett, 22 mezőnykísérletéből tizenötöt a kosárba juttatott. A Chicago ebben az évben ismét bejutott a rájátszásba, miután az alapszakaszt 41-41-es győzelem-vereség mutatóval zárták. Rose a rájátszásban 26,8 pontot és 7,1 gólpasszt átlagolt, azonban a Cleveland Cavaliers felülkerekedett rajtuk, és 4–1-re megverte őket.
Az ESPN adatai szerint Rose meze volt a negyedik legkelendőbb ebben az évben az NBA-ben.

#### 2010–2011: a legfiatalabb MVP
2010. október 30-án az alapszakasz második meccsén Rose 39 ponttal végzett a Detroit Pistons ellen. Két nappal később 13 gólpasszal járult hozzá Luol Deng karriercsúcs 40 pontjához a Portland Trail Blazers ellen. December 10-én Rose 29 pontot és 9 gólpasszt szerzett a Los Angeles Lakers elleni győzelem során. Ez volt a Bulls első győzelme a Lakers ellen 2006 decembere óta.

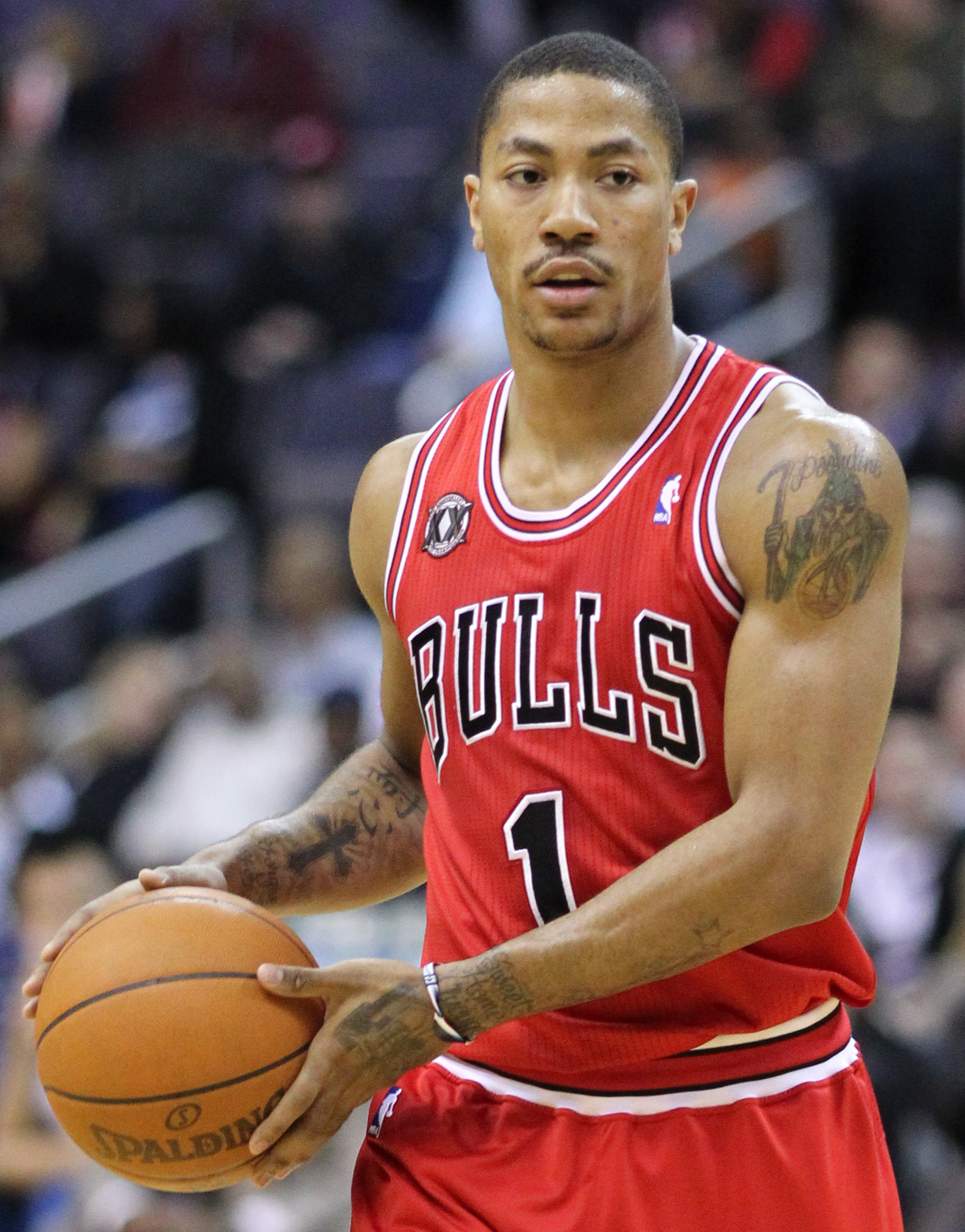
Rose 2011-ben

2011. január 17-én megszerezte karrierje első tripla-dupláját. 22 ponttal, 12 gólpasszal és 10 lepattanóval zárt a Memphis Grizzlies ellen. Január 27-én ismét beválasztották az All-Star csapatba. Február 17-én a Bulls utolsó mérkőzésén az All Star-hétvége előtt Rose karriercsúcsot ért el pontok tekintetében. A Spurs elenni győzelmet 42 ponttal zárta. Március 26-án gólpasszok számában is megdöntötte korábbi csúcsát. A Milwaukee Bucks ellen 17-tel zárt.
A szezon végén a Bulls végzett a legjobb, 62-20-es mutatóval. Ez volt az első olyan szezon az 1997-98-as óta, amikor elérték a 60 győzelmet. A szezont Rose több mint 2000 ponttal és 600 gólpasszal zárta. Ezzel ő lett a harmadik játékos, aki ilyen mutatókat tud felmutatni egy szezon után, addig csak Michael Jordannek és LeBron Jamesnek sikerült ezt a bravúrt elérni.
Május 3-án megválasztották a liga legértékesebb játékosának. Bulls mezben azelőtt csak Michael Jordan nyerte meg ezt a díjat. Rose 22 éves és 6 hónapos korában kapta ezt az elismerést, ezzel ő lett a valaha volt legfiatalabb MVP. A rájátszásban az első körben az Indiana Pacers ellen játszottak és simán továbbjutottak. A második körben az Atlanta Hawks volt az ellenfél. A Hawks elleni harmadik mérkőzésen Rose 44 ponttal zárt, ezzel megdöntötte karriercsúcsát. A keleti döntőben a nagy hármas által vezetett Miami Heattel kerületek szembe. Végül a Heat felülkerekedett, 4–1-re nyert.

#### 2011–2012: Rájátszás és a keresztszalag-sérülés
2011 decemberében Rose egy 5 éves 94,8 millió dolláros szerződést kötött a Bullsszal. Ez a szerződés a Bulls fizetési sapkájának a 30%-át foglalta magában. Zsinórban harmadik évben is bekerült az All Star-csapatba. Ő kapta a második legtöbb szavazatot a szurkolóktól Dwight Howard, az Orlando Magic játékosa után. 21,8 pontot és 7,9 gólpasszt átlagolt, amely karriercsúcsot jelentett. Ebben a szezonban különböző sérülések miatt csak 39 meccsen tudott pályára lépni. Segített Luol Dengnek megszerezni első All-Star szereplését.
A rájátszás első meccsén a Philadelphia 76ers ellen Rose egy betörés során megsérült. A bal térdét fájlalta, és lesegítették a pályáról. A sérülés idején 1 perc és 22 másodperc volt hátra a mérkőzésből. Derrick 23 ponttal 9 lepattanóval és 9 gólpasszal állt. Későbbi vizsgálatok megállapították, hogy az elülső keresztszalagja elszakadt, ezért május 12-én megműtötték. A rehabilitáció idejét 8–12 hónapra jósolták.

#### 2012–2014: A kihagyott szezon, visszatérés és újabb sérülések
2013 januárjában már teljes edzésmunkát végzett, és az orvosoktól is megkapta a zöld utat, de valamilyen oknál fogva nem játszott egy meccset sem. Rose távolléte ellenére a Bulls bejutott a keleti konferencia elődöntőjébe, ahol a későbbi bajnok Miami Heattől kaptak ki.
2013. október 5-én tért vissza az Indiana Pacers elleni előszezon meccsen. 20 percet játszott, 13 pontot szerzett. Október 26-án visszatért Chicagóba, ahol a Bulls a Detroitot fogadta és Rose 22 ponttal zárt. A szezon első mérkőzésén, október 29-én a Bulls a címvédőhöz, a Miami Heathez látogatott. Nyert a Heat, Rose 12 pontot és 4 gólpasszt jegyzett. A szezon második meccse Chicagóban volt. A New York Knicks látogatott a United Centerbe. A Bulls nyert 82–81-re, Rose szerezte a győztes kosarat.
Április 18-án egy Portland elleni meccsen megsérült a jobb térde. MRI vizsgálatok megállapították, hogy elszakadt a meniszkusza, ezért újra meg kellett műteni. A sérülés előtt Rose 15,9 pontot és 4,3 gólpasszt átlagolt. November 25-én sikeres műtéten esett át.

#### 2014–2015: A második visszatérés, újra a rájátszásban
Rose a szezonnyitón tért vissza a New York ellen. 13 pontot és 5 gólpasszt jegyzett 21 perc játékidő alatt. Január 14-én 32 pontot szerzett a Washington Wizards ellen. Egy hónappal később ismét térdsérülést szenvedett. 51 meccsen szerepelt a szezonban, ez volt a legtöbb a 2010-11-es szezon óta.
Február 24-én bejelentették, hogy ismét meg kell műteni, de a visszatérése idejét nem tudták megjósolni. MRI vizsgálatok megállapították, hogy ugyanazt a sérülést szenvedte el, amit 2013. november 23-án a Portland ellen, vagyis a jobb térdében ismét elszakadt a meniszkusza. A műtét sikeres volt, így csak 6 hetet kellett kihagynia. 20 kihagyott találkozó után április 8-án tért vissza az Orlando Magic ellen.
Április 18-án lejátszotta első rájátszás-mérkőzését 2012 óta. 23 ponttal és 7 gólpasszal végzett, 16 rádobásából 9 a gyűrűbe talált. Az első kör során a Milwaukee Bucks ellen 21,5 pontot átlagolt meccsenként. A második körben a Cleveland Cavaliers csapata elleni harmadik meccsen Rose a dudaszó pillanatába bedobott egy hárompontost, ezzel nyert a Bulls 99-96-ra. Végül azonban ez a párharc jelentette a végállomást, a Cavaliers jutott tovább.

#### 2015–2016: Utolsó szezon Chicagóban
Rose a szezont egy előszezon-mérkőzésen szerzett sérülés miatt arcmaszkban kezdte. Ez befolyásolta az egész szezonját, véleménye szerint ugyanis a sérülés a látására is hatással volt. 2015. november 15-én 29 pontot szerzett a rivális Oklahoma City Thunder ellen. Egy négyszeres hosszabbításos mérkőzésen a Detroit Pistons ellen 34 pontot dobott, ebben a szezonban ezen a meccsen szerezte a legtöbbet. 2016. február 5-én játszotta a legjobb mérkőzését, a Denver Nuggets ellen a 30 pontja mellé szerzett kilenc lepattanót, valamint nyolc gólpasszt. 

### 2016–2017: New York Knicks
2016. június 22-én Rose-t, Justin Holidayt, és egy második körös választási jogot cserélt a Chicago Bulls a New York Knicksszel José Calderón, Jerian Grant és Robin Lopezért. Rose az új csapatában október 29-én mutatkozott be a Cleveland Cavaliers ellen egy előszezon-mérkőzésen. 29 játékperc alatt 17 pontot tudott szerezni. November 4-én tért vissza Chicagóba, a Knicks tagjaként. A szurkolók vegyes érzelmekkel fogadták, ennek ellenére Rose 15 pontot, valamint 11 gólpasszt tudott elérni. November 27-én 27 pontot szerzett a Washington Wizards ellen. Pár nappal később még ennél is többet, szám szerint harmincat dobott az Oklahoma City Thunder ellen. 2017. január 10-én Rose büntetést kapott a csapattól, mert visszarepült Chicagóba az édesanyjához, erről azonban senkinek sem szólt, így lemaradt a New Orleans Pelicans elleni összecsapásról. Nyolc nappal később ismét 30 pontot ért el, ezúttal a Boston Celtics ellen. Április 2-án Rose megsérült, a bal térdében is elszakadt a meniszkusza, műtétre volt szüksége, így ebben a szezonban nem tudott többet játszani.

### 2017–2018: Cleveland Cavaliers–Minnesota Timberwolves
Jól kezdte az évet a Clevelandnél, ebbe a csapatba tökéletesen beleillett, LeBron James és Dwyane Wade mellett. Viszont megint megsérült, és a jó évkezdés után elcserélték. Végül a Minnesota Timberwolves játékosaként már csak kilenc találkozón játszott. A rájátszásban 14,2 pontot és 23,8 perc játékidőt átlagolt, de az első körben a Houston Rockets kiejtette őket.

### 2018-2019: Minnesota Timberwolves
Derrick Rose kivirágzott, és újra úgy játszott mint a sérülései előtt. Karriercsúcs 50 pontot dobott a Utah Jazz ellen 2018. október 31-én. Bokasérülés miatt 19 meccsből tizenegyet kihagyott december vége és január vége között. 2019. január 15-én a Philadelphia 76ers ellen elérte karrierje tízezredik pontját. Februárban újra három méekőzést hagyott ki és március 21-én könyöksérülés miatt befejezte a szezont. Az alapszakaszban meccsenként 4,3 gólpasszt és 18 pontot átlagolt.

### 2019–2021: Detroit Pistons
2019. október 23-án debütált a Detroit Pistons játékosaként, az Indiana Pacers elleni győzelmet 18 ponttal, 3 lepattanóval és 9 gólpasszal zárta. Egy Denver elleni mérkőzésen lágyék-sérülést szenvedett. Gyógyulása utáni harmadik mérkőzésen 31 pontot dobott, ezzel szezoncsúcsot ért el a Phoenix Suns ellen.

### 2021–2023: visszatérés New Yorkba
2021. február 8-án elcserélték, így visszatért New Yorkba. A kispadról érkező Rose nagyban hozzájárult, hogy a Knicks megszerezze a negyedik helyet az alapszakaszban, harmadik helyen zárt Az Év Hatodik Embere-díj szavazásán. Május 28-án 2015 óta először szerepelt újra a rájátszásban.
Augusztus 11-én három évvel hosszabbították meg a szerződését. December 17-én újra megsérült a bal bokája, ezért öt nappal később megműtötték és két hónapot kellett kihagynia. 2022. február 25-én bőrfertőzést diagnosztizáltak a bokáján, ezért csak a következő szezon elején térhetett vissza.

### 2023-2024: Memphis Grizzlies
Rose 2023 július 3.-án igazolt a Memphis csapatához. Mezszámának a 23-ast választotta, ugyanazt a számot, amit egyetemi évei alatt viselt a memphisi egyetem csapatában.
2024 szeptember 16.-án jelentette be visszavonulását a profi kosárlabdától.

### Rose a válogatottban
Rose a 2010-ben és 2014-ben világbajnoki címet szerző válogatott csapat tagja volt.

## Statisztikák

### Egyetem
| Év        | Csapat  | JM | KM | JP/M | MG%  | 3P%  | BD%  | LP/M | GP/M | L/M | B/M | P/M  |
| --------- | ------- | -- | -- | ---- | ---- | ---- | ---- | ---- | ---- | --- | --- | ---- |
| 2007–2008 | Memphis | 40 | 40 | 29,2 | .477 | .337 | .712 | 4,5  | 4,7  | 1,2 | 0,4 | 14,9 |

### NBA

#### Alapszakasz
| Év       | Csapat                 | JM  | KM  | JP/M | MG%  | 3P%  | BD%   | LP/M | GP/M | L/M | B/M | P/M  |
| -------- | ---------------------- | --- | --- | ---- | ---- | ---- | ----- | ---- | ---- | --- | --- | ---- |
| 2008–09  | Chicago Bulls          | 81  | 80  | 37,0 | .475 | .222 | .788  | 3,9  | 6,3  | 0,8 | 0,2 | 16,8 |
| 2009–10  | Chicago Bulls          | 78  | 78  | 36,8 | .489 | .267 | .766  | 3,8  | 6,0  | 0,7 | 0,3 | 20,8 |
| 2010–11  | Chicago Bulls          | 81  | 81  | 37,4 | .445 | .332 | .858  | 4,1  | 7,7  | 1,0 | 0,6 | 25,0 |
| 2011–12  | Chicago Bulls          | 39  | 39  | 35,3 | .435 | .312 | .812  | 3,4  | 7,9  | 0,9 | 0,7 | 21,8 |
| 2013–14  | Chicago Bulls          | 10  | 10  | 31,1 | .354 | .340 | .844  | 3,2  | 4,3  | 0,5 | 0,1 | 15,9 |
| 2014–15  | Chicago Bulls          | 51  | 51  | 30,0 | .405 | .280 | .813  | 3,2  | 4,9  | 0,7 | 0,3 | 17,7 |
| 2015–16  | Chicago Bulls          | 66  | 66  | 31,8 | .427 | .293 | .793  | 3,4  | 4,7  | 0,7 | 0,2 | 16,4 |
| 2016–17  | New York Knicks        | 64  | 64  | 32,5 | .471 | .217 | .874  | 3,8  | 4,4  | 0,7 | 0,3 | 18,0 |
| 2017–18  | Cleveland Cavaliers    | 16  | 7   | 19,3 | .439 | .250 | .854  | 1,8  | 1,6  | 0,2 | 0,3 | 9,8  |
| 2017–18  | Minnesota Timberwolves | 9   | 0   | 12,4 | .426 | .167 | 1.000 | 0,7  | 1,2  | 0,4 | 0,0 | 5,8  |
| 2018–19  | Minnesota Timberwolves | 51  | 13  | 27,3 | .482 | .370 | .856  | 2,7  | 4,3  | 0,6 | 0,2 | 18,0 |
| 2019–20  | Detroit Pistons        | 50  | 15  | 26,0 | .490 | .306 | .871  | 2,4  | 5,6  | 0,8 | 0,3 | 18,1 |
| 2020–21  | Detroit Pistons        | 15  | 0   | 22,8 | .429 | .333 | .840  | 1,9  | 4,2  | 1,2 | 0,3 | 14,2 |
| 2020–21  | New York Knicks        | 35  | 3   | 26,8 | .487 | .411 | .883  | 2,5  | 4,2  | 0,9 | 0,4 | 14,9 |
| 2021–22  | New York Knicks        | 26  | 4   | 24,5 | .445 | .402 | .968  | 3,0  | 4,0  | 0,8 | 0,5 | 12,0 |
| 2022–23  | New York Knicks        | 27  | 0   | 12,5 | .384 | .302 | .917  | 1,5  | 1,7  | 0,3 | 0,2 | 5,6  |
| 2023–24  | Memphis Grizzlies      | 24  | 7   | 16,6 | .461 | .366 | .889  | 1,9  | 3,3  | 0,3 | 0,1 | 8,0  |
| Karrier  | Karrier                | 723 | 518 | 30,5 | .456 | .316 | .831  | 3,2  | 5,2  | 0,7 | 0,3 | 17,4 |
| All Star | All Star               | 3   | 2   | 21,0 | .517 | .667 | .500  | 1,3  | 4,0  | 1.3 | 0,0 | 11,0 |

#### Rájátszás
| Év      | Csapat                 | JM | KM | JP/M | MG%  | 3P%  | BD%   | LP/M | GP/M | L/M | B/M | P/M  |
| ------- | ---------------------- | -- | -- | ---- | ---- | ---- | ----- | ---- | ---- | --- | --- | ---- |
| 2009    | Chicago Bulls          | 7  | 7  | 44,7 | .492 | .000 | .800  | 6,3  | 6,4  | 0,6 | 0,7 | 19,7 |
| 2010    | Chicago Bulls          | 5  | 5  | 42,4 | .456 | .333 | .818  | 3,4  | 7,2  | 0,8 | 0,0 | 26,8 |
| 2011    | Chicago Bulls          | 16 | 16 | 40,6 | .396 | .248 | .828  | 4,3  | 7,7  | 1,4 | 0,7 | 27,1 |
| 2012    | Chicago Bulls          | 1  | 1  | 37,0 | .391 | .500 | 1.000 | 9,0  | 9,0  | 1,0 | 1,0 | 23,0 |
| 2015    | Chicago Bulls          | 12 | 12 | 37,8 | .396 | .348 | .897  | 4,8  | 6,5  | 1,2 | 0,5 | 20,3 |
| 2018    | Minnesota Timberwolves | 5  | 0  | 23,8 | .509 | .700 | .857  | 1,8  | 2,6  | 0,4 | 0,0 | 14,2 |
| 2021    | New York Knicks        | 5  | 3  | 35,0 | .476 | .471 | 1.000 | 4,0  | 5,0  | 0,4 | 0,2 | 19,4 |
| 2023    | New York Knicks        | 1  | 0  | 3,0  | .000 | .000 | -     | 0,0  | 1,0  | 0,0 | 0,0 | 0,0  |
| Karrier | Karrier                | 52 | 44 | 37,7 | .426 | .322 | .845  | 4,3  | 6,3  | 0,9 | 0,5 | 21,9 |